# Alicel
Alicel az Amerikai Egyesült Államok északnyugati részén, Oregon állam Union megyéjében, az Oregon Route 82 mentén elhelyezkedő önkormányzat nélküli település.
1890-ben alapították; névadója Alice Ladd, Charles Ladd helyi lakos felesége. A posta 1890 és 1972 között működött. Egykor itt haladt a Union Pacific Railroad joseph-i mellékvonala.
A 20. században boltja, iskolája és két raktára volt. 1902-ben mormonok „virágzó csoportja” élt itt. 1940-ben háromszáz lakosa volt. A Peacock Lumber Company fűrészüzeme 1994-ben bezárt; 1997-ben újranyílt, de 2000-ben végleg megszűnt.
Itt található a Pendleton Grain Growers terményliftje, ami Minor White egy 1941-es fotóján is szerepel.

## Fordítás
- Ez a szócikk részben vagy egészben  az   Alicel, Oregon című angol Wikipédia-szócikk ezen változatának fordításán alapul.  Az eredeti cikk szerkesztőit annak laptörténete sorolja fel. Ez a jelzés csupán a megfogalmazás eredetét és a szerzői jogokat jelzi, nem szolgál a cikkben szereplő információk forrásmegjelöléseként.